# Magnus Maksim
Magnus Klement Maksimus u određenim izvorima i Maksimijan (oko 335. – 388.) bio je uzurpator carske vlasti u Zapadnom Rimskom Carstvu. 
Magnus Maksim bio je iz Hispanije. Njegovi pristaše (među njima je bio Kvint Aurelije Simah) su ga proglasili za cara 383. godine, dok je s vojskom služio u Britaniji. Kasnije legende ga svrstavaju u britanske kraljeve. Vjerojatno je da je 368. za vrijeme Barbarske urote bio nižim časnikom u Britaniji. Nakon što je uspostavio vlast u Galiji, Magnus Maksim se sukobio sa svojim glavnim suparnikom Gracijanom kod Pariza. Gracijan je pretrpio poraz i u bijegu ubijen 383. godine. Ubrzo potom, Magnus Maksimus je uspio protjerati Valentinijana II. iz Rima. Valentinijan je zatim pobjegao kod Teodozija I., ondašnjeg cara Istočnog Rimskog Carstva. Utvrdivši se na Zapadu, Maksimus je za svoju prijestolnicu izabrao grad Augusta Treverorum, današnji Trier. Proganjao je heretike.
Teodozije I. i Valentinijan II. započeli su rat protiv Magnusa Maksima u lipnju 388. godine. Maksim je poražen u bitci kod Save, blizu Siscie, današnjeg Siska i morao se povući u Akvileju. Andragatije, magister equitum Magnusa Maksimusa i čovjek koji je ubio Gracijana bio je poražen kod Siscije, a njegov brat Marcelin kod Poetoviuma. Maksim se predao u Akvileji, zatražio je milost, ali je nije dobio. Njegova žena i kći su bile pošteđene. Maksimova sina Flavija Viktora porazio je Valentinijanov zapovjednik Arbogast jeseni iste, 388. godine. 